# Real Madrid Baloncesto 1998-1999
Questa voce raccoglie le informazioni riguardanti il Real Madrid Baloncesto nelle competizioni ufficiali della stagione 1998-1999.

## Stagione
La stagione 1998-1999 del Real Madrid Baloncesto è la 43ª nel massimo campionato spagnolo di pallacanestro, la Liga ACB.

## Roster
Aggiornato al 5 febbraio 2025.
| Real Madrid 1998-99 | Real Madrid 1998-99 |
| Giocatori           | Staff tecnico       |
| ------------------- | ------------------- |

| N. | Naz.                   | Ruolo | Nome                 | Anno | Alt.   | Peso   |  |
| -- | ---------------------- | ----- | -------------------- | ---- | ------ | ------ |  |
| 4  | Spagna (bandiera)      | G     | Alberto Angulo       | 1970 | 196 cm | 85 kg  |  |
| 5  | Belgio (bandiera)      | C     | Éric Struelens       | 1969 | 208 cm | 120 kg |  |
| 6  | Stati Uniti (bandiera) | AC    | Tanoka Beard         | 1971 | 204 cm | 115 kg |  |
| 7  | Spagna (bandiera)      | P     | José Lasa            | 1973 | 181 cm |        |  |
| 8  | Argentina (bandiera)   | P     | Lucas Victoriano     | 1977 | 190 cm | 86 kg  |  |
| 9  | Spagna (bandiera)      | C     | Antonio Bueno        | 1980 | 208 cm | 106 kg |  |
| 11 | Spagna (bandiera)      | G     | Ismael Santos (C)    | 1972 | 193 cm | 93 kg  |  |
| 12 | Spagna (bandiera)      | AP    | Alberto Herreros     | 1969 | 199 cm | 98 kg  |  |
| 13 | Spagna (bandiera)      | AG    | Sergio Luyk          | 1971 | 204 cm | 98 kg  |  |
| 14 | Spagna (bandiera)      | AG    | Iker Iturbe          | 1976 | 198 cm | 99 kg  |  |
| 15 | Stati Uniti (bandiera) | C     | Bobby Martin         | 1969 | 205 cm | 112 kg |  |
| 16 | Spagna (bandiera)      | GA    | Héctor García Blanco | 1978 | 194 cm |        |  |

| Allenatore                                                           |
| - / Clifford Luyk                                                    |
| Assistente/i                                                         |
| - Tirso Lorente Legenda - (C) Capitano - (IN) Inattivo - Infortunato |

## Mercato

### Sessione estiva
| Acquisti | Acquisti             | Acquisti          | Acquisti   | Acquisti |
| R.a      | Nome                 | da                | Modalità   |          |
| -------- | -------------------- | ----------------- | ---------- | -------- |
| P        | José Lasa            | AEK Atene         | definitivo |          |
| GA       | Héctor García Blanco | Real Canoe        | definitivo |          |
| AG       | Iker Iturbe          | Clemson Tigers    | definitivo |          |
| AG       | Sergio Luyk          | Valladolid        | definitivo |          |
| AC       | Tanoka Beard         | Joventut Badalona | definitivo |          |
| C        | Éric Struelens       | PSG Racing        | definitivo |          |

| Cessioni | Cessioni            | Cessioni       | Cessioni       | Cessioni |
| R.       | Nome                | a              | Modalità       |          |
| -------- | ------------------- | -------------- | -------------- | -------- |
| P        | José Miguel Antúnez | Granada        | fine contratto |          |
| GA       | Dejan Bodiroga      | Panathīnaïkos  | fine contratto |          |
| AP       | Lorenzo Sanz        |                | ritirato       |          |
| AG       | Carlos Rodríguez    | Alcalà         | fine contratto |          |
| C        | Michail Michajlov   | Aris Salonicco | fine contratto |          |
| C        | Juan Antonio Orenga | Málaga         | fine contratto |          |
| C        | Paul Rogers         | Perth Wildcats | fine contratto |          |
| C        | Rolf van Rijn       | Mons-Hainaut   | fine contratto |          |